# أسماء آل ثاني
الشيخة أسماء آل ثاني هي رياضية ومتسلقة جبال قطرية. أصبحت عام 2021، أول امرأة قطرية وعربية تنجح في الوصول لقمة جبل ماناسلو ثامن أعلى قمة في العالم. كما أنها أول قطرية تصل قمة جبل أما دابلام في النيبال وأول مواطن قطري يتزلج في أقصى القطب الشمالي. بالإضافة لكونها مديرة إدارة التسويق والاتصال في اللجنة الأولمبية القطرية وعضوة في الأسرة الحاكمة في قطر.

## المسيرة الرياضية
تقول أسماء في إحدى التصريحات الصحفية أنها "عندما كانت صغيرة السن، كتبت قائمة الدلو بالأشياء التي أرادت تحقيقها عندما تكبر لكنها فقدت الورقة ووجدتها مرة أخرى في عام 2013". من بين هذه الأشياء «تسلق الجبال».
كان تسلق الجبل أحد الأشياء التي أردت تحقيقها عندما كنت أصغر سنًا وهنا بدأت رحلتي. - أسماء آل ثاني
وعلى اثر ذلك، انطلقت آل ثاني في التدريبات. وفي عام 2014، كانت أول مغامرة لأسماء حيث كانت ضمن أول مجموعة قطريات تصعد إلى قمة كليمنجارو. وفي 21 أبريل 2018، نجحت أسماء في رفع علم قطر لأول مرة في القطب الشمالي المتجمد حيث أصبحت أول سيدة قطرية تتزلج على أقصى نقطة بالقطب ضمن فريق دولي ضم مجموعة سيدات من أوروبا والشرق الأوسط. وعام 2019 ، أصبحت آل ثاني أول امرأة قطرية تتسلق قمة أكونكاجوا.
وتوالت الانجازات حتى أصبحت أسماء في 8 نوفمبر 2021، أول قطرية تصل إلى قمة أما دابلام. وفي أغسطس 2021، نجحت في تسلق قمة جبل إلبروس في روسيا، ودهاولاغيري بإرتفاع 8167 متراً، وقمة جبل ماناسلو في نيبال ثامن أعلى قمة في العالم.
ونتيجة لتسلقها قمة ماناسلو، أصبحت أسماء آل ثاني أول امرأة قطرية وعربية تصل قمة أحد أعلى الجبال في العالم بدون استخدام جهاز الأكسجين.
في مارس 2021، أعلنت أسماء سعيها لأن تكون أول قطرية تتسلق قمة إيفرست.

## المسيرة المهنية
تشغل أسماء آل ثاني منصب مديرة إدارة التسويق والاتصال باللجنة الأولمبية القطرية، كما تولت سابقا إدارة لجنة الاتصال والتسويق في اللجنة المنظمة لبطولة العالم لألعاب القوى الدوحة 2019. كما أنها إحدى أفراد الأسرة الحاكمة القطرية.

### ملاحظة
1. ↑  قائمة الأشياء التي ستفعلها قبل موتها